# ۴ صفر
۴ صفر، چهارمین روز از ماه صفر در تقویم هجری قمری است.
در تقویم هجری قمری قراردادی این روز سی و چهارمین روز سال است.

## درگذشتگان
- ۱۱۳۳ - عبدالقادر بیدل شاعر فارسی‌سرای سبک هندی